# Droga wojewódzka nr 664
Droga wojewódzka nr 664 (DW664) – droga wojewódzka o długości 43 km łącząca Augustów z planowanym przejściem granicznym polsko-białoruskim Lipszczany-Sofijewo w Lipszczanach. Droga ta znajduje się całkowicie w województwie podlaskim. Trasa ta na odcinku 8 km biegnie przez Augustów.

## Miejscowości leżące przy trasie DW664
- Augustów wraz z dawną wsią Sajenek
- Lipsk
- Lipszczany